# Amaurobius heathi
Amaurobius heathi là một loài nhện trong họ Amaurobiidae.
Loài này thuộc chi Amaurobius. Amaurobius heathi được Ralph Vary Chamberlin miêu tả năm 1947.